# Wer will mich?
Wer will mich? – Tiere suchen ein Zuhause war eine von der Tierschützerin Edith Klinger moderierte Tiervergabesendung des österreichischen Rundfunks, die von 1981 bis 1999 in mehr als 800 Folgen ausgestrahlt wurde.

## Sendungsgeschichte

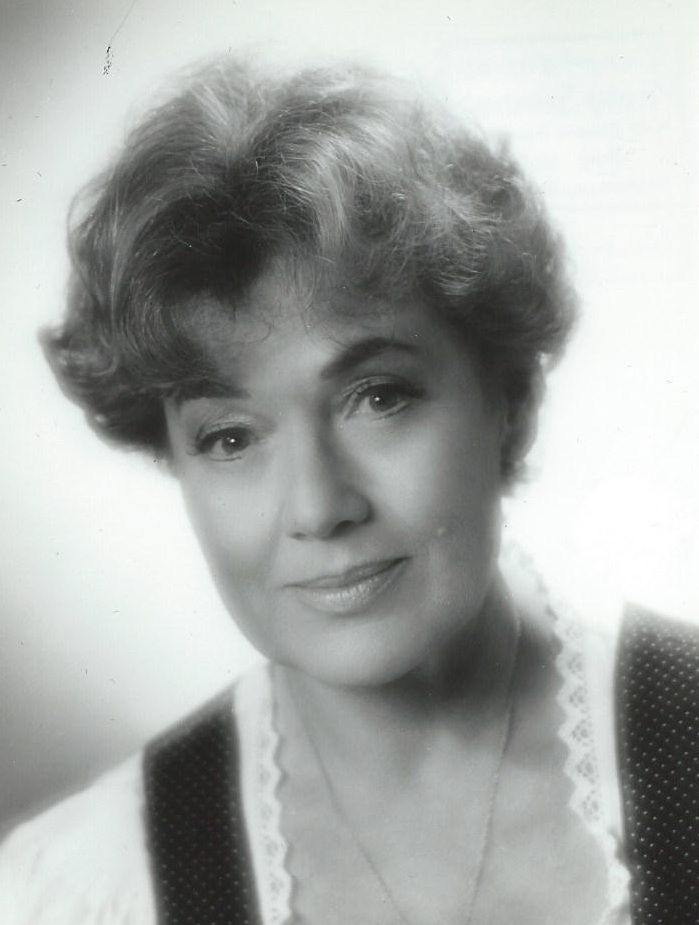
Edith Klinger

Beginnend mit 23. Februar 1981 wurde die vorerst nur fünfminütige Sendung Montag bis Freitag um 19:25 Uhr vor der Zeit im Bild auf FS 2 ausgestrahlt. Aufgrund des großen Echos, das die Sendung beim Fernsehpublikum hervorgerufen hatte, wurde diese bald auf 15 Minuten verlängert und auf einen Sendeplatz am späten Samstagnachmittag (nach 17 Uhr, spätestens seit 1983) verlegt.
Klinger präsentierte ihre Sendung im Dirndl, weil zu einem solchen ihrer Überzeugung nach Tiere besser passen würden als zu einer Bluse oder einem Rock. Als Titelmelodie diente Sergei Prokofjews Peter und der Wolf.
Im Zeitraum von 18 Jahren hat Edith Klinger in mehr als 800 Wer will mich?-Folgen nicht nur ein neues Zuhause für ausgesetzte Haustiere gefunden und den sorgsamen Umgang mit Haustieren gelehrt, sondern auch ORF-Fernsehgeschichte geschrieben:

„Es gibt im ORF drei Persönlichkeiten, die wahrlich journalistisch-souverän und hintergründig ihrem Handwerk nachgingen: Hugo Portisch, Marcel Prawy und Edith Klinger. Letztere war Fixpunkt des Fernsehprogramms der 1980er- und 1990er-Jahre. […]
Der Höhepunkt waren Monologe frei nach dem Motto: ‚Schaun S’ doch, die Asta – so ein fesches Hunderl. Sie mag Kinder, frisst aber auch Trockenfutter. Schaun S’ doch, sie sucht ein neues Zuhause. Bittte, bittte.‘ Treuherzig blicken Hund und Edith Klinger in die Kamera. Da schmilzt des Tierliebhabers Herz. Selbst heute, 25 Jahre nach der Erstausstrahlung, bekommt der Zuschauer ein schlechtes Gewissen, sich gegen Bauxi und Asta entschieden zu haben.
Edith Klinger hat viele Menschen zu Tierliebhabern gemacht, wir danken ihr dafür …“

Natascha Kampusch berichtet in einem Interview mit dem Schweizer Tages-Anzeiger, dass sie als Kind „die Tiersendung ‚Wer will mich?‘, in der ein neues Zuhause für Haustiere gesucht wurde“, nachgespielt habe.
Ein bekennender Wer will mich?-Stammseher war auch der österreichische Karikaturist Manfred Deix, der in Peter Hajeks 1987 gedrehtem 45-minütigen TV-Filmporträt Küß die Hand, Österreich – Manfred Deix und seine Bilder ausführlich zu sehen ist, wie er (gemeinsam mit seiner Frau Marietta) gebannt das Schicksal der von ihren Besitzern ausgesetzten Hunde und Katzen verfolgt.
Im Lauf der Jahre wurde der Titel der populären und sehr oft parodierten Fernsehsendung in Österreich zum geflügelten Wort und für alles gebraucht, was schwer zu vermitteln oder vor die Türe gesetzt worden war: seien es geschiedene Ehemänner, geschasste Manager oder abgehalfterte Politiker.
Mitte Dezember 1999 wurde Wer will mich? nach über 800 Folgen in FS 2 bzw. ORF 2 überraschend als „nicht mehr zeitgemäß“ eingestellt. Die von Maggie Entenfellner moderierte Nachfolgesendung Tierzuliebe erreichte weder den Beliebtheits- noch den Bekanntheitsgrad von Wer will mich? und wurde 2012 eingestellt.

## Ähnliches Format in Deutschland
Unter dem Titel Tiere suchen ein Zuhause strahlt das WDR Fernsehen seit dem Jahr 1991 ein ähnliches Fernsehformat aus, in deren Mittelpunkt ebenfalls die Vermittlung von Haustieren steht, die in der Sendung zur Vergabe vorgestellt werden.